# Петушков Юрій Володимирович
Петушков Юрій Володимирович – старший радіо-телефоніст відділення зв'язку 2 стрілецького батальйону 30-ї окремої механізованої бригади імені князя Костянтина Острозького (30 ОМБр, в/ч А0409, місто Звягель) Сухопутних військ Збройних сил України, старший солдат.
Народився 14 вересня 1987 року у селі Кам’яна Гірка Остапівського старостинського округу Лугинської територіальної громади Коростенського району Житомирської області. Навчався у Остапівській та Калинівській загальноосвітніх школах. Закінчив Олевське Професійно-технічне училище №10 та здобув професію столяра-будівельника. Проживав у місті Коростень Житомирської області. Працював водієм навантажувача на заводі МДФ у місті Коростень.
Строкову військову службу проходив із 25.11.2007 по 07.11.2008 в 179-му об'єднаному навчально-тренувальному центрі (179 ОНТЦ, в/ч А3990,місто Полтава)  Радіотехнічних військ Збройних сил України.
Під час повномасштабного вторгнення (24 лютого 2022 року) рф до України в цей же день пішов добровольцем  захищати Україну до лав Збройних сил України. Службу проходив у складі 30-ї окремої механізованої бригади імені князя Костянтина Острозького (30 ОМБр, в/ч А0409, місто Звягель) Сухопутних військ Збройних сил України.
Захищаючи Україну нажаль трагічно загинув 14 березня 2023 року  поблизу села Благодатне Соледарської міської громади Бахмутського району  Донецької області внаслідок ворожого артилерійського обстрілу.
Похований 18 березня в місті Коростень на Алеї Слави Житомирського кладовища.
Сімейний стан на момент смерті: Залишились дружина, дві доньки, батьки.